# 太陽の衝動
太陽の衝動（たいようのしょうどう）とは、2002年に結成された日本のロックバンド。

## 概要
1995年に俳優のつるの剛士と元「イエロー太陽s」の今野潤一が「ATOMIC SPIKE」（後に「FEAVER」、「GRIZLLY」）を結成。その後、加藤慎一（現フジファブリック）を加え「FLOATER」を結成し、2002年にマイケル・スウェルを加え「太陽の衝動」を結成する。
2002年9月22日に行われた、ボーカルのつるのがDJをつとめるラジオ番組『BPR5000』主催のイベント「つるROCKフェスティバルVol.1」でデビュー。
2004年3月29日に行われたイベント「つるROCKフェスティバルVol.5」を最後に活動休止。
2011年1月8日に日本武道館で行われた、つるののソロライブ『ドリームジャンボつるの祭り』で、ファン投票で上位だった「愛しのあの娘」を披露。太陽の衝動のメンバーはつるのだけだったが、約7年ぶりとなった。
つるのと今野は湘南を中心に活動しているバンド「Seacandles」を結成している（そのバンド内で「愛しのあの娘」をカバーしている）。

## メンバー
- つるの剛士（- たけし）

ボーカル・ギターを担当。
俳優。現在は、ソロで音楽活動をしている。また、『クイズ!ヘキサゴンII』（フジテレビ系）で結成されたユニット「羞恥心」や「フレンズ」などでも音楽活動をしていた。
- 今野潤一（こんの じゅんいち）

ギターを担当。
元「イエロー太陽s」。
- 加藤慎一（かとう しんいち）

ベースを担当。
現在は、「フジファブリック」で活動中。
- マイケル・スウェル

ドラムを担当。
カナダ出身。

## 参加アルバム
- 『BPR5000 BURST TRACKS』（2003年3月26日発売）
  - 18曲目「愛しのあの娘」